# Кук, Кейт
Кейт Хирабаяши Кук (род. 17 сентября 1959, также известен как Кейт Х. Кук, иногда подписан как Кейт Кук Хирабаяши) — американский мастер боевых искусств, актёр, иногда снимался в качестве каскадёра.

## Биография
Кейт Кук — уроженец Сиэтла. Постигал различные боевые искусства, в том числе у-шу, тхэквондо, каратэ.
У-шу начал изучать с 1973 года под началом мастера Роджера Тунга. В 1980 году отправился в Китай, продолжал обучение у мастера Ванга Дзин Бао в китайском городе Нанкин. Там ему приходилось заниматься по пять часов в день, и с 1983 года Кук начал участвовать в соревнованиях. Сразу же он занял второе место в формах и в бою с оружием, в первом уступив Джорджу Чунгу, а во втором — Синтии Ротрок. На следующий год он уже занял первые места, а в 1985 году уже был многим известен как мастер боевых искусств.
Впоследствии Кук стал участником известных команд: Национальной команды каратэ Будвайзера и Международной Атлантической команды каратэ. При этом ему довелось тренироваться вместе со спортсменами международного класса.
Кук участвовал в соревнованиях по боевым искусствам свыше пятнадцати лет и завоевал множество титулов, в том числе шестикратного национального чемпиона, пятикратного чемпиона мира, троекратного участника соревнований года. В 1985 году внесён в Зал славы чёрных поясов (англ. Black Belt Hall of Fame).
С 1994 года владеет студией в Брентвуде, в которой занимается программами оздоровления сердца и обучением детей каратэ.
Мать Кейта Кука американка шотландского происхождения, отец был американцем японского происхождения.
Жена — Сьюзен, писательница и художница;
Сын — Джейк.

## Фильмография
| Год  |   | Русское название                 | Оригинальное название       | Роль                                                |
| ---- | - | -------------------------------- | --------------------------- | --------------------------------------------------- |
| 1990 | ф |                                  | China O'Brien               | Дакота                                              |
| 1991 | ф |                                  | China O'Brien II            | Дакота                                              |
| 1991 | ф | Король Кикбоксеров               | The King of the Kickboxers  | Пранг                                               |
| 1991 | ф |                                  | Born to Ride                |                                                     |
| 1995 | ф | Смертельная битва                | Mortal Kombat               | Рептилия                                            |
| 1995 | ф | Человек против киборга           | Heatseeker                  | главный герой                                       |
| 1997 | ф | Ниндзя из Беверли-Хиллз          | Beverly Hills Ninja         | Нобу                                                |
| 1997 | ф | Смертельная битва 2: Истребление | Mortal Kombat: Annihilation | Саб-Зиро / трюки                                    |
| 2003 | ф | Национальная безопасность        | National Security           | Анг                                                 |
| 2004 | ф |                                  | Red Trousers                | Кермуран (в титрах подписан как Кейт Кук Хирабаяши) |

## Интересная информация
- 1987 WAKO: чемпион мира по формам и бою с оружием
- 1985 Black Belt Magazine: участник соревнований года

Достижения в боевых искусствах:
- 1980 Три месяца тренировок у-шу в Китае, пятикратный чемпион Всемирных соревнований по каратэ и Открытого чемпионата по каратэ США
- 1983 Второе место в формах и бое с оружием
- 1984 Первое место в формах и бое с оружием
- 1985 Участник года по соревнованиям чёрного пояса

Часто во время тренировок включает музыку в исполнении Фила Коллинза «I Don’t Care Anymore».